# Leptaleum
Leptaleum là chi thực vật có hoa trong họ Cải.